# Zdzisław Drewniowski
Zdzisław Drewniowski (ur. 12 maja 1929 w Borysławiu, zm. 26 września 1999) – polski polityk, poseł na Sejm PRL VII i VIII kadencji.

## Życiorys
Syn Andrzeja i Heleny. Od 1946 działał w Polskiej Partii Robotniczej i od 1948 w Polskiej Zjednoczonej Partii Robotniczej. W latach 1946–1948 pracował jako robotnik, brygadzista w Zakładach Przemysłu Drzewnego w Bystrzycy, potem 1949–1951 był słuchaczem, starszym asystentem w Międzywojewódzkiej Szkole Partyjnej we Wrocławiu. W okresie 1951–1952 był podchorążym Oficerskiej Szkoły Politycznej, a w latach 1952–1953 jej wykładowcą. W okresie 1955–1960 był słuchaczem Wojskowej Akademii Politycznej im. Feliksa Dzierżyńskiego ukończył również studia pedagogiczne w Warszawie w 1966. W latach 1960–1969 pełnił różne funkcje dowódcze w wojsku: od 1967 do 1969 był zastępcą dowódcy ds. politycznych 8 Dywizji Zmechanizowanej w Szczecinie, w latach 1969–1972 był zastępcą dowódcy do spraw politycznych, szefem Wydziału Politycznego 12 Dywizji Zmechanizowanej (Pomorskiego Okręgu Wojskowego), która brała udział w tłumieniu starć ulicznych w Szczecinie w grudniu 1970. Od 1969 do 1972 zasiadał w Komitecie Wojewódzkim PZPR w Koszalinie i jego egzekutywie. W latach 1972–1975 był II sekretarzem KW PZPR w Szczecinie i (w 1972) instruktorem Komitetu Centralnego PZPR. W latach 1975–1981 był I sekretarzem KW PZPR w Przemyślu oraz zastępcą członka KC PZPR. Był także przewodniczącym Wojewódzkiej Rady Narodowej. W 1976 uzyskał mandat posła na Sejm PRL VII kadencji, reprezentując okręg Przemyśl. Zasiadał w Komisji Komunikacji i Łączności. W 1980 uzyskał reelekcję, zasiadając następnie w tej samej komisji.
Pochowany na cmentarzu głównym w Przemyślu.